# Milaan-San Remo 1967

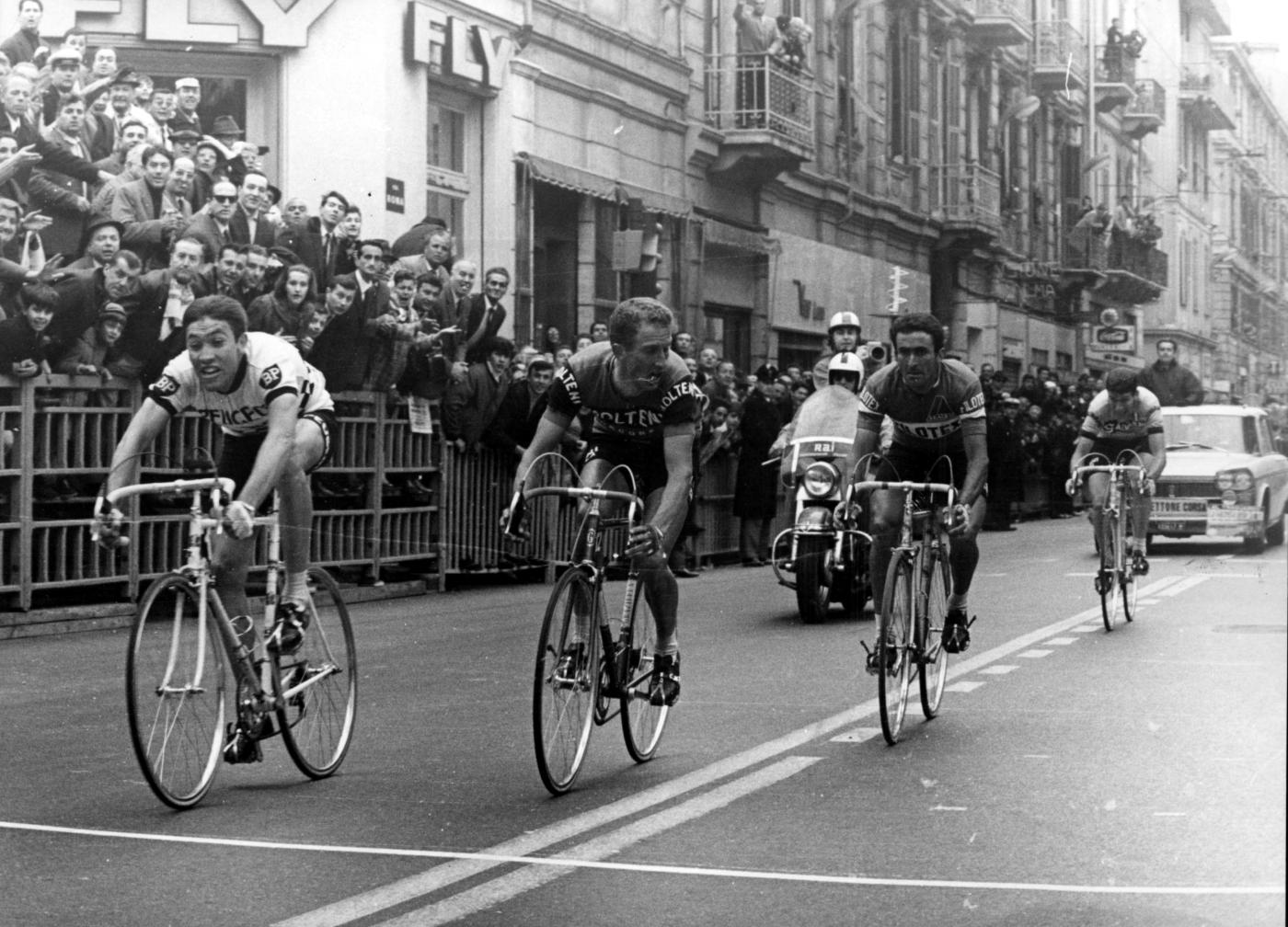
Finish van Milaan-San Remo 1967

De wielerwedstrijd Milaan-San Remo 1967 werd gereden op 18 maart. Het parcours van deze 58e editie was 288 kilometer lang. De winnaar legde de afstand af in 6u 25min 40sec. met een gemiddelde van 44.805 km/h. De nog niet eens 22-jarige Eddy Merckx, behaalde zijn tweede zege in Milaan-San Remo. Hij won de sprint van de drie Italianen Gianni Motta, Franco Bitossi en Felice Gimondi.

## Deelnemende ploegen
| Deelnemende ploegen | Deelnemende ploegen | Deelnemende ploegen | Deelnemende ploegen  |
| ------------------- | ------------------- | ------------------- | -------------------- |
| Peugeot-BP-Michelin | Molteni             | Filotex             | Salvarani            |
| Pelforth-Sauvage    | Flandria-De Clerck  | Romeo-Smiths        | TeleVizier-Batavus   |
| Vittadello          | Willem II-Gazelle   | Max Meyer           | Germanox-Wega        |
| Tigra-Grammont      | Dr. Mann-Grundig    | Bic-Hutchinson      | Salamini-Luxor       |
| Fagor               | Mainetti            | Kamome-Dilecta      | Tibetan-Groene Leeuw |

## Uitslag
| Milaan–San Remo 1967 |                          |                     |          |
| Plaats               | Naam                     | Ploeg               | Tijd     |
| Winnaar              | Eddy Merckx              | Peugeot-BP-Michelin | 6u25'40" |
| 2                    | Gianni Motta             | Molteni             | z.t.     |
| 3                    | Franco Bitossi           | Filotex             | z.t.     |
| 4                    | Felice Gimondi           | Salvarani           | z.t.     |
| 5                    | Georges Van Coningsloo   | Pelforth-Sauvage    | +4"      |
| 6                    | Dino Zandegù             | Salvarani           | z.t.     |
| 7                    | Walter Godefroot         | Flandria-De Clerck  | z.t.     |
| 8                    | Willy Planckaert         | Romeo-Smiths        | z.t.     |
| 9                    | Gerben Karstens          | Televizier-Batavus  | z.t.     |
| 10                   | Noël Vanclooster         | Flandria-De Clerck  | z.t.     |
| 11                   | Marino Vigna             | Vittadello          | z.t.     |
| 12                   | Rik Van Looy             | Willem II-Gazelle   | z.t.     |
| 13                   | Vincenzo Meco            | Max Meyer           | z.t.     |
| 14                   | Vito Taccone             | Germanox-Wega       | z.t.     |
| 15                   | Emile Coppens            | Flandria-De Clerck  | z.t.     |
| 16                   | Adriano Durante          | Salvarani           | z.t.     |
| 17                   | Louis Pfenninger         | Tigra-Grammont      | z.t.     |
| 18                   | Bernard Van De Kerckhove | Pelforth-Sauvage    | z.t.     |
| 19                   | Paul Zollinger           | Tigra-Grammont      | z.t.     |
| 20                   | Michele Dancelli         | Vittadello          | z.t.     |

1907 · 1908 · 1909 · 1910 · 1911 · 1912 · 1913 · 1914 · 1915 · 1916 · 1917 · 1918 · 1919 · 1920 · 1921 · 1922 · 1923 · 1924 · 1925 · 1926 · 1927 · 1928 · 1929 · 1930 · 1931 · 1932 · 1933 · 1934 · 1935 · 1936 · 1937 · 1938 · 1939 · 1940 · 1941 · 1942 · 1943 · 1944 · 1945 · 1946 · 1947 · 1948 · 1949 · 1950 · 1951 · 1952 · 1953 · 1954 · 1955 · 1956 · 1957 · 1958 · 1959 · 1960 · 1961 · 1962 · 1963 · 1964 · 1965 · 1966 · 1967 · 1968 · 1969 · 1970 · 1971 · 1972 · 1973 · 1974 · 1975 · 1976 · 1977 · 1978 · 1979 · 1980 · 1981 · 1982 · 1983 · 1984 · 1985 · 1986 · 1987 · 1988 · 1989 · 1990 · 1991 · 1992 · 1993 · 1994 · 1995 · 1996 · 1997 · 1998 · 1999 · 2000 · 2001 · 2002 · 2003 · 2004 · 2005 · 2006 · 2007 · 2008 · 2009 · 2010 · 2011 · 2012 · 2013 · 2014 · 2015 · 2016 · 2017 · 2018 · 2019 · 2020 · 2021 · 2022 · 2023 · 2024 · 2025

Lijst van beklimmingen